# Bill Aston
William „Bill“ Aston (* 29. März 1900 in Hopton; † 4. März 1974 in Lingfield) war ein britischer Automobilrennfahrer.

## Karriere
Bill Aston war Amateur und Enthusiast. In den späten 1940er-Jahren war Aston mit einem 500-cm³-Cooper-J.A.P. in der britischen Formel 3 höchst erfolgreich. Neben seinen Siegen auf der Insel gewann er 1949 bei den Rennen in Brüssel und in Zandvoort. 1950 gewann er den Lavant Cup in Goodwood.
Aston war im Zivilberuf Ingenieur und Obstbauer; er finanzierte damit seine Rennaktivitäten. Gemeinsam mit Robin Montgomerie-Charrington baute er die Formel-Fahrzeuge für Aston Butterworth. Allerdings hatten die schmalen Fahrzeuge keinen Erfolg, da es ständig Probleme mit der Benzinzufuhr gab. Aston hatte einen einzigen Auftritt bei einem Weltmeisterschaftslauf der Formel 1. Mit dem Aston-MB-41-Butterworth fiel er beim Großen Preis von Deutschland 1952 auf dem Nürburgring schon in der zweiten Runde aus.
Bis ins hohe Alter blieb Aston dem Motorsport verbunden. Er fuhr für Jaguar und Aston Martin in britischen Tourenwagenrennen und gewann bis in die späten 1960er-Jahre nicht selten seine Klasse.

## Statistik

### Statistik in der Automobil-Weltmeisterschaft

#### Gesamtübersicht
| Saison | Team       | Chassis    | Motor              | Rennen | Siege | Zweiter | Dritter | Poles | schn. Rennrunden | Punkte | WM-Pos. |
| ------ | ---------- | ---------- | ------------------ | ------ | ----- | ------- | ------- | ----- | ---------------- | ------ | ------- |
| 1952   | W.S. Aston | Aston NB41 | Butterworth 2.0 L4 | 1      | −     | −       | −       | −     | −                | −      | NC      |
| Gesamt | Gesamt     | Gesamt     | Gesamt             | 1      | −     | −       | −       | −     | −                | −      |         |

#### Einzelergebnisse
| Saison | 1 | 2 | 3 | 4   | 5   | 6 | 7   | 8 |
| ------ | - | - | - | --- | --- | - | --- | - |
| 1952   |   |   |   |     |     |   |     |   |
|        |   |   |   | DNS | DNF |   | DNQ |   |

| Legende  | Legende            | Legende                                                          |
| Farbe    | Abkürzung          | Bedeutung                                                        |
| -------- | ------------------ | ---------------------------------------------------------------- |
| Gold     | –                  | Sieg                                                             |
| Silber   | –                  | 2. Platz                                                         |
| Bronze   | –                  | 3. Platz                                                         |
| Grün     | –                  | Platzierung in den Punkten                                       |
| Blau     | –                  | Klassifiziert außerhalb der Punkteränge                          |
| Violett  | DNF                | Rennen nicht beendet (did not finish)                            |
| Violett  | NC                 | nicht klassifiziert (not classified)                             |
| Rot      | DNQ                | nicht qualifiziert (did not qualify)                             |
| Rot      | DNPQ               | in Vorqualifikation gescheitert (did not pre-qualify)            |
| Schwarz  | DSQ                | disqualifiziert (disqualified)                                   |
| Weiß     | DNS                | nicht am Start (did not start)                                   |
| Weiß     | WD                 | zurückgezogen (withdrawn)                                        |
| Hellblau | PO                 | nur am Training teilgenommen (practiced only)                    |
| Hellblau | TD                 | Freitags-Testfahrer (test driver)                                |
| ohne     | DNP                | nicht am Training teilgenommen (did not practice)                |
| ohne     | INJ                | verletzt oder krank (injured)                                    |
| ohne     | EX                 | ausgeschlossen (excluded)                                        |
| ohne     | DNA                | nicht erschienen (did not arrive)                                |
| ohne     | C                  | Rennen abgesagt (cancelled)                                      |
| ohne     | keine WM-Teilnahme |                                                                  |
| sonstige | P/fett             | Pole-Position                                                    |
| sonstige | 1/2/3/4/5/6/7/8    | Punktplatzierung im Sprint-/Qualifikationsrennen                 |
| sonstige | SR/kursiv          | Schnellste Rennrunde                                             |
| sonstige | *                  | nicht im Ziel, aufgrund der zurückgelegten Distanz aber gewertet |
| sonstige | ()                 | Streichresultate                                                 |
| sonstige | unterstrichen      | Führender in der Gesamtwertung                                   |